# 卡茨基尔村
卡茨基尔（Catskill）是美国纽约州格林县的一个村，是格林县县城的所在地。2010年人口普查时的人口为4081人，少于2000年人口普查的4392人。 该村位于卡茨基尔镇东北部。

## 历史
大部分村庄土地是1684年向当地人购买的。在美国革命结束时，社区里只有十座房屋。